# Jakub Sądej

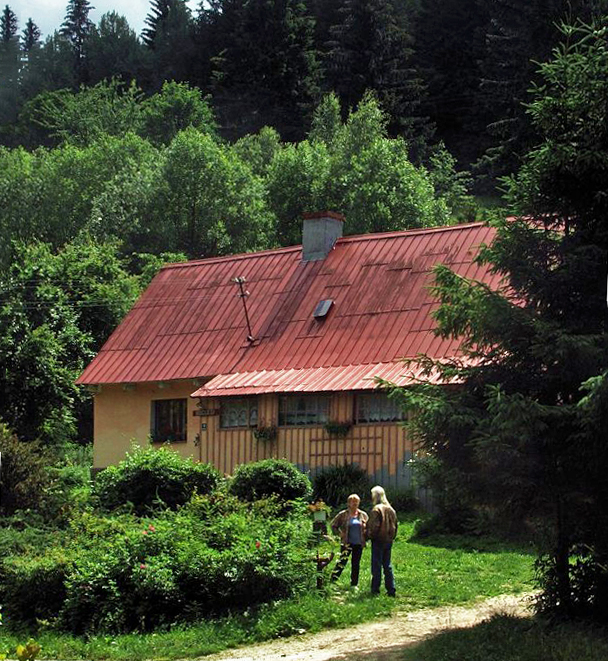
Schronisko "Sądejówka" w Kletnie, dawny dom Jakuba Sądeja

Jakub Sądej, Jakub Sondej (ur. 24 kwietnia 1919 w Korczowiskach, zm. 28 kwietnia 1987 w Nowym Gierałtowie) – mieszkaniec Kletna, leśnik, pierwszy opiekun i przewodnik po Jaskini Niedźwiedziej, uczestniczący w jej odkrywaniu i pracach zabezpieczających.

## Życiorys
Urodził się we wsi Korczowiska w powiecie kolbuszowskim w rodzinie Walentego i Katarzyny Sondej. W  1940 w wieku 21 lat został wywieziony przez Niemców na roboty przymusowe w czeski Kraj Sudetów, gdzie pracował jako robotnik rolny. Z wojennej tułaczki powrócił w 1945 i rok później osiedlił się na Ziemiach Odzyskanych w Kletnie koło Stronia Śląskiego. Podjął tu pracę jako robotnik leśny i rolnik. W 1947 ożenił się z poznaną podczas pracy przymusowej Lidią Caryniczenko. Został ojcem dwojga dzieci. W latach 50. dorabiał również jako palacz w kotłowni i dozorca w tajnej kopalni uranu, którą Związek Radziecki uruchomił na kilka lat w okolicy Kletna.
Po odkryciu w 1966 Jaskini Niedźwiedziej podjął się społecznie opieki nad świeżym znaleziskiem. Brał udział w pierwszych pracach zabezpieczających jaskinię przed zniszczeniem i dewastacją. Był członkiem wielu eksploracyjnych i naukowych wypraw speleologicznych w tej i innych jaskiniach krasowych w Masywie Śnieżnika. Dom Jakuba Sądeja przez długie lata był bazą wypraw badawczych i kultowym miejscem, w którym zbierali się pasjonaci speleologii, przewodnicy turystyczni i naukowcy.
Został odznaczony Złotą Odznaką Strażnika Ochrony Przyrody, Srebrną i Złotą Odznaką Honorową Ligi Ochrony Przyrody, Złotą Odznaką "Zasłużony działacz turystyki" oraz Odznaką "Zasłużony dla województwa wałbrzyskiego".

## Memoria
Jakuba Sądeja upamiętnia tablica wmurowana przy wejściu do Jaskini Niedźwiedziej oraz schronisko turystyczne "Sądejówka" w Kletnie. Jego imieniem nazwano także jeden z potoków w dolinie rzeki Kleśnicy oraz jaskinię krasową Sądejowa Szczelina.